# Paint My Soul
『Paint My Soul（ペイント・マイ・ソウル）』は、日本のネオアコ・バンドである b-flower の8th アルバム。全7曲からなる 2nd ミニアルバムである。1999年12月17日にアゲント・コンシピオよりリリースされた。
今回は、ギターの鈴木を除く三人のラインナップ。2010年現在、b-flower としてのリリースはこれが最後であるが、バンドは同時期に「まったく別個のプロジェクト」として Five Beans Chup を立ち上げ、自主レーベル Seeds Record からアルバムを二枚リリースしている。
「今作『PAINT MY SOUL』は、60年代的温かなバンド・アンサンブルを基調に、カラフルなジェリー・ビーンズや意地悪に膨らませたチューインガムのちょっと粉っぽくて素朴な味わいを持った実に幸せなポップ・ソング集」（ROCKIN'ON JAPAN）
八野自身はこの作品を「b-flower の 60's フレーヴァー・ミニアルバム」と称している。

## 収録曲
1. DO YOU LOVE ME? (2:30)
  - 作詞 : 八野英史、作曲：岡部亘（岡部わたる）
2. I NEED YOU (3:42) 
  - 作詞：八野英史、作曲：岡部亘
  - 「高校くらいん時から64、65年のサウンドというのがずっとあって、その初期衝動的な心意気を出したかったんです。今まであった『わびさび』じゃないストレートさをね。"I NEED YOU"とかって十代の頃から歌いたかった曲で。ほんとにストレートな言葉じゃないですか、"I NEED YOU"とか"DO YOU LOVE ME"とか。そのストレートな言葉が歌えてよかったというか」[1]
3. 1965年のクリスマスタイム (4:25)
  - 作詞・作曲：八野英史
4. ホリデーは最高!! (3:33)
  - 作詞：八野英史、作曲：岡部亘
  - 八野と岡部のダブル・ヴォーカル作品。
5. 2001 XYLITOL GUM COMPANY(2:46)
  - 作詞：八野英史、作曲：岡部亘
  - 『2001 キシリトール・ガム・カンパニー』のタイトルは、60年代から70年代初頭の欧米のバブルガム・ポップ・ブーム（Bubblegum pop）の人気バンド 1910フルーツガム・カンパニー（1910 Fruitgum Company）をふまえたもの。
  - 岡部のソロユニット Humming Toad のEP『Love Wonderland』に、岡部のヴォーカルによるバージョンが『1999 Xylitol Gum Company』として収録されている[3]。
6. BABY CRY(4:03)
  - 作詞・作曲：八野英史
7. There's a Kind of Hush (2:47)
  - 作詞・作曲：Les Reed、Geoff Stephens
  - 1967年のヒット曲（邦題『見つめあう恋』）のカバー。バンドによるアレンジ。メイン・ヴォーカルは八野で、原語で歌っている。

## クレジット
- 八野英史 : ヴォーカル、アコースティック・ギター、エレクトリック・ギター、コーラス
- 宮大 : ベース、コーラス
- 岡部亘（岡部わたる） : ドラムス、パーカッション、アコースティック・ギター、エレクトリック・ギター、ベース、コーラス、ヴォーカル、ウクレレ、キーボード、ハーモニカ

### 参加ミュージシャン
- 渡辺倫久（The elements） : エレクトリック・ギター(6)
- 奥野真哉（ソウル・フラワー・ユニオン） : エレクトリック・ピアノ、オルガン(6)
- 南敬子 : コーラス

### その他
- プロデュース : b-flower
- 録音 : b-flower & Maru
- ミックス : 谷明巳 & b-flower